# Ricoh HK
Ricoh HK, eller Ricoh Handboll, var ett handbollslag från Solna kommun i Stockholm. Det bildades 2007 under namnet Carl Lamm HF, efter företaget som lagets grundare arbetade på. 2009 bytte laget namn, då Carl Lamm köptes upp av Ricoh.
I maj 2018 blev det klart att Ricoh HK upplöstes. AIK Handboll, som då spelade i division 2, tog över Ricoh HK:s plats i seriesystemet.